# ولزیک
ولزیک (به فرانسوی: Velzic) یک کمون در فرانسه است که در Canton of Aurillac 4 واقع شده‌است.

## خصوصیات
ولزیک ۱۱٫۲۶ کیلومترمربع مساحت و ۳۹۱ نفر جمعیت دارد و ۷۳۰ متر بالاتر از سطح دریا واقع شده‌است.